# Nérignac
Nérignac település Franciaországban, Vienne megyében. Lakosainak száma 117 fő (2022. január 1.). Nérignac Adriers, Moussac és Persac községekkel határos.

## Népesség
A település népességének változása:
| Lakosok száma | 126  | 124  | 128  | 123  | 123  | 123  | 123  | 123  | 117  |
|               | 2013 | 2015 | 2016 | 2017 | 2018 | 2019 | 2020 | 2021 | 2022 |